# Ribeira da Água (Rosais)
A Ribeira da Água é um curso de água localizado na freguesia dos Rosais, concelho da Velas, ilha de São Jorge, arquipélago dos Açores, Portugal.
Este curso de água tem origem a uma cota de cerca de 480 metros de altitude nos contrafortes montanhosos da Cordilheira Central da ilha, nas imediações das Cancela Grande.
Procede à drenagem de uma bacia hidrográfica que engloba os contrafortes desta elevação e também o contraforte Sul da Tronqueira.
Desagua no Oceano Atlântico entre as Baía de Nossa Senhora do Rosário e a Baía dos Arraias.